# Dominik Stolz
Dominik Stolz (1819 Bílá Voda – 23. listopadu 1880 Šumperk) byl rakouský lékař a politik německé národnosti z Moravy; poslanec Moravského zemského sněmu.

## Biografie
Podle údajů z roku 1864 působil Stolz jako doktor lékařství v Šumperku.
Pocházel z rolnické rodiny v severomoravské Bílé Vodě (Mährisch Weißwasser). Vychodil gymnázium v Moravské Třebové a Kroměříži. Promoval na Karlo-Ferdinandově univerzitě v Praze. U profesora Ferdinanda von Arlta se specializoval na oční lékařství. Od roku 1858 působil v Šumperku, kde byl činný jako lékař a oční specialista. Byl městským a soudním lékařem, též železničním lékařem a později i vrchním lékařem u zeměbrany. V roce 1870 byl spoluzakladatelem a členem výboru prvního německého politického spolku v Šumperku, Deutscher Fortschrittsverein (tzv. Ústavní strana, liberálně a centralisticky orientovaná).
V 60. letech se zapojil i do vysoké politiky. V zemských volbách v roce 1861 byl zvolen na Moravský zemský sněm, za kurii venkovských obcí, obvod Zábřeh, Šilperk, Mohelnice.
Ještě v srpnu 1880 se zapojil v Šumperku do oslav císaře Františka Josefa. Zemřel v listopadu 1880. Pohřeb se konal v Šumperku 25. listopadu 1880. Vzhledem k tomu, že zemřel jako bezvěrec, konalo se poslední rozloučení v tichosti. Zapsán byl do občanské matriky pro okres Šumperk. Bylo mu 62 let.